# فيلامإيدايانايلا
بلدية فيلامإيدايانايلا (بالإسبانية: Villamedianilla)‏, هي إحدى بلديات مقاطعة برغش, التي تقع في منطقة قشتالة وليون, والتي تقع في شمال غرب إسبانيا.
يبلغ عدد سكانها 27 نسمة وفقاً لإحصائية سنة (2002).